# イタリア語の日本語表記
イタリア語の日本語表記（イタリアごのにほんごひょうき）
本項目では、イタリア語を日本語の仮名に転写する際の一般的な方法を述べ、また、表記の揺れについて解説する。本項の目的は正確なイタリア語の解説ではない。また、日本語表記に関する啓蒙・規範作りを目的とするものでもない。現在イタリア語と日本語の両方を話す人たちの間で通用している日本語表記を整理して示すことにある。

## 日本語表記の揺れ
イタリア語と日本語は、比較的対応がとれているためカタカナ表記の際に揺れが生じにくいとはいえ、表記の揺れは発生している。このような語は一般的に定着していない語が多い。また、複数の揺れが複合して、多数の表記の揺れを持つ単語も多い。検索エンジンでの対応も、イタリア語の外来語には対応していないことが多く、旅行などで調べたい場合に検索を困難にしている。以下ではイタリア語特有の表記の揺れを示した。

### アクセント
イタリア語では母音の長短で単語を区別しないが、アクセントのある母音が長く聞こえることが多い。そこで、日本語で表記する場合に長音記号「ー」を入れてアクセントを示すことがある。ミラノやトリノなど、活字による記述が一般的だった頃によく知られた地名などは入れないことが多い。これについては一個人の使用に限定しても揺れが大きい事が多い。
- 例：Napoli → ナーポリ／ナポリ

まれにアクセントに「ッ」を付加して表すことがある。
- 例：Rucola → ルーコラ／ルッコラ

イタリア語のアクセントの大多数は語の後ろから2つ目の母音になるため、別の場所にある単語において誤って後ろから2つ目のアクセントにする場合がある。
- 例：Cesare（チェーザレ） → チェザーレ

### 半母音と拗音
イタリア語では半母音と母音を表記上区別しないため、カタカナ化する場合も区別しない場合が多い。
- 例：Chianti → キアンティ／キャンティ

### 二重子音
二重子音は日本語の促音に似ているため「ッ」で表現されることが多いが、カタカナ化する場合省略されることがある。rr、llに多い。また、「ッ」をつけないほうが元の発音やリズムに近い場合は意識的に省略することがある。この場合は日本語の発音の地方差や個人差などの関係で揺れが生じやすい。
- 例：Dolce & Gabbana → ドルチェ&ガッバーナ／ドルチェ&ガバーナ
- 例：cappuccino → カップッチーノ／カプチーノ

また、アクセント母音を長音で表記する場合は、その後の二重子音は「ッ」で表現されない。
- 例：Azzurri → アッズッリ／アズーリ

-rr- や -ll- はラ行のカナを続けることがある。
- 例：Carrà → カッラ／カルラ
- 例：Botticelli → ボッティチェッリ／ボッティチェルリ

### gn
gnは[ɲ]の発音であるが、例えば[ɲa]は「ニャ」や「ンニャ」や「ニア」と揺れる。
- 例：Bologna → ボローニャ／ボロンニャ／ボローニア

### vとヴ
日本語にはvの発音は存在しないが、表記上は存在する。このためヴァ行で記述できる場合もバ行で記述される場合がある。
- 例：Verona → ヴェローナ／ベローナ（※促音省略されたベッローナと混同する）

### s
イタリア語ではsの発音は清音と濁音の両方を表すが、ローマ字表記や英語では清音であるサ行になるため、表記の揺れが存在する。またイタリア語において清音濁音の区別は意味をもっていないため、イタリア語話者の発音にも揺れがあり、そのため日本語での表記の揺れの修正がなされない。
- 例：Assisi → アッシジ／アッシシ

またsiはsciとの対立から「スィ」や「ズィ」と表記されることもある。これはイタリア語学習書に多い。
- 例：Siena → シエナ／スィエナ

### z
zの状況は最も悲惨である。清濁はsの状況と同じであるが、イタリア語において清音濁音はsよりも規則性がなく分かりにくい（固有名詞はイタリア語話者でも分からない場合が多い）。またzはローマ字表記ではザ行を表すため、ザ行にされる場合が多い。
- 例：Monza → モンツァ／モンザ

ツァ行の発音も標準日本語では少ないので、チャ行で代用される。
- 例：Venezia → ヴェネツィア／ベネチア。
- 例：Firenze → フィレンツェ／フィレンチェ

### gli
gliを /ʎ(i)/ と発音するものは、日本語表記において「リ」とされる場合と「ッリ」とされる場合がある。
- 例：Puglia → プーリャ／プッリャ／プーリア／プッリア

### sci
sciの発音も、日本語表記において「シ（ア）」とされる場合と「ッシ（ャ）」とされる場合がある。
- 例：Brescia → ブレシア／ブレッシア
- 例：Fascio → ファショ／ファッショ

### t
tは母音が従わない場合「ト」で表すのが一般的であるが、「トゥ」で表すこともある。
- 例：trulli → トルッリ／トゥルッリ

### 英語の影響
外来語といえば英語が大多数のため、イタリア語をカタカナ化する時にも英語での法則を利用してしまう。
- 英語と綴りが同じため。
  - 例：Laura Pausini（ラウラ・パウジーニ） → ローラ・パウジーニ
- アイスティーなどとの語尾の類似
  - 例：spaghetti（スパゲッティ） → スパゲッティー
- 英語が似ている。
  - 例：zucchine（ズッキーネ／zucchinaの複数形） → ズッキーニ

他にもduを「デュ」としてしまったり、caを「キャ」としてしまったりすることがある。

### 単数形と複数形
イタリア語では、単数形を複数形に変化させる場合、語尾の母音を変化させるため、どちらを採用したかで表記の揺れが発生する。
- 例：panino（単数形）／panini（複数形） → パニーノ／パニーニ

### 語の響き
ブランド名や商品名などをカタカナ化する場合、日本語の響きとして販売者などの意にそぐわない場合がある。
- 例：Versace（ヴェルサーチェ） → ヴェルサーチ／ベルサーチ、De Cecco（デ・チェッコ） → ディ・チェコ

### 方言
イタリア語の方言は多種多様なため、郷土料理などで、同じ綴りでも方言読みと標準イタリア語読みの違うものが出てくる。

### 形容詞形と名詞形
これは表記の揺れというより、城や山など一部を日本語にする場合の翻訳の揺れである。
イタリア語には形容詞形が存在する名詞があるが、形容詞を名詞に戻してカタカナ化し城などを付けるのが一般的だが、名詞形が分からず形容詞形のままカタカナ化し城などを付けることがある。
- 例: Castel Sforzesco → スフォルツァ城／スフォルツェスコ城
- 例: Mare Adriatico  → アドリア海／アドリアティコ海

## その他

### 誤りといえる表記の例
- 日本語にはラ行の音の前に促音があることはまれであるため、促音が本来の位置から前後に移動してしまう。
  - 例：capellini（カペッリーニ） → カッペリーニ
  - 例：Schillaci（スキッラチ）　→　スキラッチ
  - 例：Cipollini（チポッリーニ）　→　チッポリーニ
- フランス語やスペイン語と混同してquをカ行で表記してしまう。
- ラテン語と混同してvの部分をワ行で表記してしまう。
  - 例：Padova（パドヴァ） → パドワ
- glの読みを知らずに gとlを分離して、本来の発音からはかけ離れた表記をしてしまう。
  - 例：Cagliari （カリャリ／カリアリ）　→　カグリアリ
- gnの読みを知らずに gとnを分離して、本来の発音からはかけ離れた表記をしてしまう。
  - 例：Magneti Marelli（マニェーティ・マレッリ）　→　マグネッティ・マレッリ
- 多言語（他言語）での読みや単純な誤りで、末尾の母音を省略してしまう。
  - 例：Gabriele（ガブリエーレ） → ガブリエル（ガブリエル・タルキーニなど）